# 폰티액
폰티액(Pontiac)은 미국 제너럴 모터스의 자동차 상표 중의 하나이다. 폰티액은 1926년부터 2009년까지 미국, 캐나다, 멕시코에서 판매되었던 상표이다. 대중적인 폰티액은 스포티하고 고기능의 자동차를 적절한 가격으로 제공하며 젊은층들에게 인기가 있었다. 앞 라디에이터 그릴은 BMW의 키드니 그릴처럼 대칭되어 나온다는 특징 때문에 폰티액을 "가난한 자의 BMW"라고도 부르기도 했다. 과거에 대우 르망을 폰티액 상표로 수출한 적도 있었다. 2009년 4월 27일, 파산 위기에 처한 제너럴 모터스가 발표한 구조조정안에 따르면 제너럴 모터스의 다른 브랜드보다 수익성이 굉장히 낮아 부채만 해도 한화로 10조원에 달했던 폰티액의 생산을 중단하고 2010년 말까지 브랜드를 폐쇄하겠다고 밝혔다. 폰티액 폐기 결정 이후 새턴 브랜드도 폐기가 결정되고 말았고, 2010년 10월 31일에 해체되었다.

## 생산차종
- G6
- GTO
- 그랜드 프릭스
- GTP
- 토런트
- 바이브
- 몬타나
- 파이어버드
- 솔스티스
- 그랑프리

## 같이 보기
- 쉐보레
- 허머
- 뷰익
- 캐딜락
- GM 대우